# Fiodor Andreïevitch Medvedev
Pour les articles homonymes, voir Medvedev.
Fiodor Andreïevitch Medvedev (né le 18 février 1923 et mort le 5 février 1993) est un historien soviétique des mathématiques.
Il a apporté une contribution importante à l'histoire de la théorie des fonctions et celle des ensembles, à l'analyse fonctionnelle et aux fondements des mathématiques. Dans ses travaux, il a également abordé les questions philosophiques des mathématiques, y compris les fondements de l'analyse non standard et l'histoire des interprétations de l'infini mathématique.

## Biographie scientifique
En 1952, après avoir obtenu son diplôme de l'Institut pédagogique de Kaluga, il a commencé à travailler comme professeur de mathématiques dans une petite école rurale. En 1955, il est devenu l'un des premiers étudiants diplômés du programme de doctorat en histoire des sciences et des technologies de l' Institut d'histoire des sciences et des technologies de l'Académie des Sciences de l'U.R.S.S.. Le sujet de sa thèse sur l'histoire de la théorie des fonctions et des ensembles lui a été recommandé par son directeur de thèse Adolf P. Youschkevitch (1906-1993). Après huit ans de travail, consacré non seulement à l'étude des mathématiques et de son histoire, mais aussi à plusieurs langues et philosophie étrangères, Medvedev a défendu sa thèse ès sciences physico-mathématiques, intitulée « L'école de Moscou de la théorie des fonctions et des ensembles », et deux ans plus tard, en 1965, il publie son premier livre, « Développement de la théorie des ensembles au XIXe siècle». Dans ce document, Medvedev a analysé avec rigueur les problèmes clés, en évitant la description triviale d'un développement progressif. En particulier, il a abandonné la vision traditionnelle de l'histoire de la théorie des ensembles, comme provenant de l'intérêt de Georg Cantor pour les séries trigonométriques, et s'est tourné vers une autre source - les travaux de Richard Dedekind sur l'algèbre et les fondements des mathématiques.

« La thèse essentielle de l'auteur peut être résumée ainsi : la création de la théorie des ensembles est le résultat et l'aboutissement du développement de toutes les mathématiques au cours du XIXe siècle et non pas uniquement de l'analyse infinitésimale, dont le rôle ne doit pas être sous-estimé. Il est à noter que Medvedev a été un des premiers à souligner l'importance de la contribution de Dedekind à cette théorie. »

En 1974, Medvedev a publié sa deuxième monographie intitulée « Le développement de la notion d'intégrale ». Là, il s'est concentré sur l'origine des méthodes intégrales de l'Antiquité à l'interprétation moderne du sujet dans l'analyse fonctionnelle, dans les années 1920. Il considère l'histoire de l'intégrale par rapport aux concepts de mesure, plutôt que de différenciation. Il détaille davantage les intégrales équivalentes à celle de Lebesgue et surtout la théorie de l'intégrale de Stieltjes comparativement aux ouvrages antérieurs de I. N. Pesin (éd. russe 1966; éd. anglaise 1970), de T. Hawkins (1970), et de D. Dahlen et F. Monna (1972).
Les années les plus productives pour lui ont été de 1974 à 1976. En 1975, il a publié « Essays on the History of Theory of Functions of a Real Variable » (dans la traduction anglaise de Scenes from the History of Real Function Theory, 1991). En 1976 il publie son livre « L'école française de la théorie des fonctions et des ensembles au tournant des XIXe et XXe siècles ». Dans les deux ouvrages, le développement cohérent de la théorie des fonctions à partir du XVIIIe siècle jusque dans les années 1930 a été souligné, ce qui contredit les affirmations disponibles sur sa survenance au plus tôt dans les travaux de Dirichlet. Dans le livre « L'école française de la théorie des fonctions et des ensembles au tournant des XIXe et XXe siècles », Medvedev se tourne vers la soi-disant « histoire sociale des mathématiques », consacrant un chapitre entier à une analyse comparative des tendances de développement des mathématiques du XIXe siècle à l'École Polytechnique et à l'École normale supérieure.

« Ces livres, basés sur des sources approfondies, offrent une analyse détaillée des principaux concepts, théorèmes et preuves, dont une grande partie est évaluée d'un nouveau point de vue. Par exemple, Medvedev souligne la notion de fonction dans les travaux de Dirichlet et Lobatchevski, ainsi que le théorème d'Ampère sur la dérivabilité des fonctions continues. Prises ensemble, les publications de Medvedev au milieu des années 1970 constituent une véritable encyclopédie sur la théorie des fonctions réelles, écrite d'un point de vue historique,. »

L'activité de Medvedev dans les années 1980 a été marqué par un changement d'orientation. Pendant cette période, son attention est concentrée sur une analyse logique détaillée des prémisses cachées sous-jacentes aux mathématiques théoriques. Ce nouveau domaine de recherche a été couronné par son livre « La petite histoire de l'axiome du choix », publié en 1982 simultanément avec des publications sur le même sujet par H. H. Moore (1982), ou encore J. Cassinet et M. Guillemot (1983).
Medvedev s'est ensuite tourné vers les travaux de Cantor et, en 1985, il a publié avec des commentaires détaillés des traductions russes de ses travaux sur la théorie des ensembles. Une étude attentive de la biographie et des écrits de Kantor a incité Medvedev à spéculer sur l'influence possible des idées théologiques sur le travail mathématique de Kantor. Dans des articles ultérieurs, il réfute résolument ce point de vue.
Dans une moindre mesure, les spécialistes reconnaissent les derniers travaux de Medvedev sur l'infini en mathématiques. Ils servent d'exemple de son approche originale, notamment dans le domaine des mathématiques antiques. Selon Medvedev, il est impossible de séparer logiquement les concepts du fini et de l'infini. Il s'ensuit que le concept de l'infini a été implicitement utilisé dans les arguments mathématiques de la Grèce antique, bien que les Grecs ne l'aient pas mentionné directement.

### Influence sur l'histoire des mathématiques
Dans ses travaux, ainsi que dans les conversations personnelles, Medvedev a souvent parlé du rôle clé de la pratique dans le développement des représentations et des méthodes mathématiques. Cependant, il a imaginé la pratique elle-même sous forme platonicienne, c'est-à-dire comme la formation d'objets matériels conformément aux lois de l'ordre et de l'harmonie, dont les manifestations étaient des lois découvertes par les mathématiciens. En tant qu'amoureux passionné de la nature, qui a passé ses vacances lors de longues promenades dans les forêts russes, Medvedev a consacré son travail scientifique à tenter de comprendre comment l'ordre et l'harmonie visibles dans la nature sont entrés dans les mathématiques.
Une grande contribution à l'histoire des mathématiques a été apportée non seulement par les travaux écrits de Medvedev, mais aussi par ses rapports rédigés lors de congrès et de conférences: XIIe Congrès international d'histoire des sciences, Paris (1968); 15e Congrès international d'histoire de la science, Édimbourg (1977); Conférence de Pise sur l'histoire et la philosophie des sciences (1978); NTM Schriftenreihe für Geschichte der Naturwissenschaften, Technik und Medizin 19 (2), DDR (1982); 18e Congrès international d'histoire de la science, RFA (1989).
À partir de 1989, il est membre du comité de rédaction de la revue Historia Mathematica.
Quand Medvedev entame ses recherches en histoire des mathématiques, dans les années 1950, l'école soviétique a alors une approche de l'analyse historique, incluant les sources et tout le processus de développement des mathématiques, vue de l'état présent, une approche encouragée par la doctrine officielle du matérialisme dialectique et par le positivisme approuvé par de nombreux scientifiques mais qui donnait de l'histoire des mathématiques une image cumulative, progressive et linéaire, et conduisant exclusivement aux vérités des mathématiques modernes. Medvedev, dès ses premiers articles, a sévèrement critiqué cette doctrine et contribué à l'élimination de tels pré-supposés pour écrire l'histoire des mathématiques.
Plus de 60 articles de Medvedev ont été publiés principalement dans les collections des Actes de l'Institut d'histoire naturelle et de technologie, de recherche historique et mathématique, d'histoire et de méthodologie des sciences naturelles, et dans la revue Issues in History of Natural Science and Technology. Certains de ses articles ont été traduits en langues européennes. On sait que certains de ses articles sont restés sous forme manuscrite, depuis les années 1990, par manque de financement des activités d'édition de l'Académie russe des sciences.

## Publications

### Livres
- (ru) Razvitie Teorii Mnozhestv v XIX veke [« Le développement de la théorie des ensembles au 19e siècle »], Moscou, Nauka, 1965
- (ru) Razvitie Ponyatiya lntegrala [« Le développement de la notion d'intégrale »], Moscou, Nauka, 1974
- (ru) Ocherki Istorii Teorii Funktsii Deistvitelnogo Peremennogo [« Essais sur l'histoire de la théorie des fonctions d'une variable réelle »], Moscou, Nauka, 1975, trad. (en) Scenes from the History of Real Functions, Birkhäuser, 1991 (ISBN 978-3-0348-9721-1, DOI 10.1007/978-3-0348-8660-4)
- (ru) Frantsuzskaya Shkola Teorii Funktsii i Mnozhestv na Rubezhe XIX-XX vv [« L'école française de la théorie des fonctions et des ensembles au tournant des XIXe et XXe siècles »], Moscou, Nauka, 1976
- (ru) Rannyaya lstoriya Aksiomy Vybora [« Histoire ancienne de l'axiome du choix »], Moscou, Nauka, 1982
- (ru) Georg Cantor: Trudy po Teorii Mnozhestv [« Georg Cantor: travaux en théorie des ensembles »], Moscou, Nauka, 1985, Traduction et commentaire, biographie et bibliographie de Cantor - F. A. Medvedev.

### Articles
- (en) Isabella G. Bashmakova, A.T. Grigoryan, A.I. Markushevich, F.A. Medvedev et B.A. Rosenfeld, « Adolph Pavlovich Yushkevich (on the occasion of his seventieth anniversary) », Historia Mathematica, vol. 3, no 3,‎ 1976, p. 259–278 (DOI 10.1016/0315-0860(76)90096-3).
- (en) F. A. Medvedev et Abe Shenitzer, « Nonstandard Analysis and the History of Classical Analysis », American Mathematical Monthly, vol. 105, no 7,‎ août 1998, p. 659-664 (DOI 10.1080/00029890.1998.12004943)